# Hebe barkeri
Hebe barkeri es una especie de planta en la familia Scrophulariaceae. Es endémica de Nueva Zelanda. Está amenazada por pérdida de hábitat. 

## Fuente
- de Lange, P.J. 1998. Hebe barkeri. 2006 IUCN Lista Roja de Especies Amenazadas; bajado 21 de agosto de 2007